# Marcel de Souza
Marcel Ramon Ponickwar de Souza, más conocido como Marcel de Souza (nacido el 4 de diciembre de 1956 en Campinas, Brasil y falecido em 26 de abril de 2023) fue un jugador y entrenador de baloncesto brasileño.

## Equipos
- 1983-1984 Juvecaserta Basket
- 1985-1989 Fabriano Basket
- 1989-1990 Monte Líbano
- 1990-1991 Corinthians Paulista
- 1992-1993 Esporte Clube Sírio

## Participaciones en juegos y mundiales

### Mundiales
Tiene el récord de participaciones en Mundiales de baloncesto, junto con varios jugadores. Su participación más destacada fue una medalla de bronce en el Mundial de 1978 en Filipinas. Sus resultados en mundiales fueron los siguientes:
- Puerto Rico 1974 6/14
- Filipinas 1978 3/14
- Colombia 1982 8/13
- España 1986 4/24
- Argentina 1990 5/16

### Juegos olímpicos
Participó en cuatro juegos, con los siguientes resultados:
- Moscú 1980 5/12
- Los Ángeles 1984 9/12
- Seúl 1988 5/12
- Barcelona 1992 5/12